# MAP3K14
미토겐 활성 단백질 키네이스 키네이스 키네이스 14(Mitogen-activated protein kinase kinase kinase 14) 또는 NF-카파비 유도 키네이스(NF-kappa-B-inducing kinase)는 인간에서 MAP3K14 유전자에 의해 암호화되는 효소이다.

## 기능
이 유전자는 세린/트레오닌 단백질 키네이스, 미토겐 활성 단백질 키네이스 키네이스 키네이스 14를 암호화한다. 이 키네이스는 TRAF2에 결합하고 핵인자 카파비(NF-κB) 활성을 자극한다. 대안적인 NF-κB 활성화 경로의 중요한 키네이스이다. 다른 여러 MAPKK 키네이스와 서열 유사성을 공유한다.